# TSC Zweibrücken
TSC Zweibrücken – niemiecki klub piłkarski, grający obecnie w Bezirkslidze Westpfalz (odpowiednik ósmej ligi), mający siedzibę w mieście Zweibrücken, leżącym w Nadrenii-Palatynacie.

## Historia
- 1889 – został założony jako Turn Verein 1889 Bubenhausen
- 1921 – założenie w klubie sekcji piłkarskiej
- 1928 – zmienił nazwę na SpVgg Bubenhausen
- 1945 – został rozwiązany
- 1946 – został na nowo założony jako SpVgg Bubenhausen
- 1948 – połączył się z BSC Zweibrücken-Ernstweiler tworząc SC Zweibrücken
- 1951 – zmienił nazwę na TSC Zweibrücken

## Sukcesy
- 12 sezonów w 2. Oberlidze Südwest (2. poziom): 1951/52-1962/63.
- 3 sezony w Regionallidze Südwest (2. poziom): 1963/64-1965/66.
- 10 sezonów w Amateurlidze Südwest (3. poziom): 1966/67-75/76.
- mistrz Bezirksliga Westpfalz (7. poziom): 2006 (awans do Landesligi Südwest Gruppe West)